# 아르
아르(are, 단위 a)는 면적의 단위로 100 제곱미터에 해당한다. 옛 미터법에서 정의한 단위였으나, 현재의 미터법에서는 사라졌다. 

## 같이 보기
- 헥타르(아르의 100배)